# شونپی هاشیوکا
شونپی هاشیوکا (ژاپنی: 俊平 橋岡؛ ۷ ژوئیهٔ ۱۹۱۱ – ۷ اوت ۱۹۷۸) بوکسور اهل ژاپن بود.